# Ilha Lady Elliot
Lady Elliot é uma ilha cayo localizada na Grande Barreira de Coral, Austrália. Com apenas 0,45 km², pertence à "zona verde" do Parque Marinho de Grande Barreira de Corais, o qual está no estado de Queensland.